# Агустін Альварес Мартінес
Агустін Альварес Мартінес (ісп. Agustín Álvarez Martínez, нар. 19 травня 2001, Сан-Баутіста) — уругвайський футболіст, нападник італійського клубу «Сассуоло» і національної збірної Уругваю.

## Клубна кар'єра
Народився 19 травня 2001 року в місті Сан-Баутіста. Вихованець юнацьких команд клубу «Пеньяроль». У дорослому футболі дебютував 2020 року виступами за головну команду клубу, в якій провів два сезони, взявши участь у 63 матчах чемпіонату.  Більшість часу, проведеного у складі «Пеньяроля», був основним гравцем атакувальної ланки команди і одним із її головних бомбардирів команди, маючи середню результативність на рівні 0,38 гола за гру першості.
Влітку 2022 року за 12 мільйонів євро перейшов до італійського «Сассуоло», з яким уклав п'ятирічний контракт.

## Виступи за збірну
2021 року дебютував в офіційних матчах у складі національної збірної Уругваю.
| Дата       | Місто      | Господарі | Результат | Гості     | Турнір            | Голи | Примітки |
| ---------- | ---------- | --------- | --------- | --------- | ----------------- | ---- | -------- |
| 6-9-2021   | Монтевідео | Уругвай   | 4 – 2     | Болівія   | Відбір до ЧС 2022 | 1    |          |
| 10-9-2021  | Монтевідео | Уругвай   | 1 – 0     | Еквадор   | Відбір до ЧС 2022 | -    | 72'      |
| 13-11-2021 | Монтевідео | Уругвай   | 0 – 1     | Аргентина | Відбір до ЧС 2022 | -    | 64'      |
| 16-11-2021 | Ла-Пас     | Болівія   | 3 – 0     | Уругвай   | Відбір до ЧС 2022 | -    |          |
| Усього     |            | Матчів    | 4         |           | Голів             | 1    |          |

## Титули і досягнення
- Чемпіон Уругваю (1):

«Пеньяроль»: 2021
- Володар Суперкубка Уругваю (1):

«Пеньяроль»: 2022